# 小果草
小果草（学名：Microcarpaea minima）为玄参科小果草属下的一个种。